# Équipe d'Inde des moins de 17 ans de football
Maillots
L'équipe d'Inde des moins de 17 ans est une sélection de joueurs de moins de 17 ans au début des deux années de compétition placée sous la responsabilité de la Fédération d'Inde de football. 
L'équipe n'a jamais remporté la Coupe d'Asie des nations des moins de 16 ans ou la Coupe du monde de football des moins de 17 ans.

## Parcours en Coupe d'Asie des nations de football des moins de 16 ans
- 1985 : Non qualifiée
- 1986 : Non qualifiée
- 1988 : Non qualifiée
- 1990 : 1er tour
- 1992 : Non qualifiée
- 1994 : Non qualifiée
- 1996 : 1er tour
- 1998 : Non qualifiée
- 2000 : Non qualifiée
- 2002 : Quarts de finale
- 2004 : 1er tour
- 2006 : Non qualifiée
- 2008 : 1er tour
- 2010 : Non qualifiée
- 2012 : 1er tour
- 2014 : Non qualifiée
- 2016 : 1er tour
- 2018 : Quarts de finale
- 2023 : À venir

## Parcours en Coupe du monde des moins de 17 ans
- 1985 : Non qualifiée
- 1987 : Non qualifiée
- 1989 : Non qualifiée
- 1991 : Non qualifiée
- 1993 : Non qualifiée
- 1995 : Non qualifiée
- 1997 : Non qualifiée
- 1999 : Non qualifiée
- 2001 : Non qualifiée
- 2003 : Non qualifiée
- 2005 : Non qualifiée
- 2007 : Non qualifiée
- 2009 : Non qualifiée
- 2011 : Non qualifiée
- 2013 : Non qualifiée
- 2015 : Non qualifiée
- 2017 : 1er tour
- 2019 : Non qualifiée
- 2023 : À venir

## Palmarès
- Coupe d'Asie du Sud de football des moins de 16 ans
  - Vainqueur en 2013, 2017 et 2019